# Margareta Ryndel

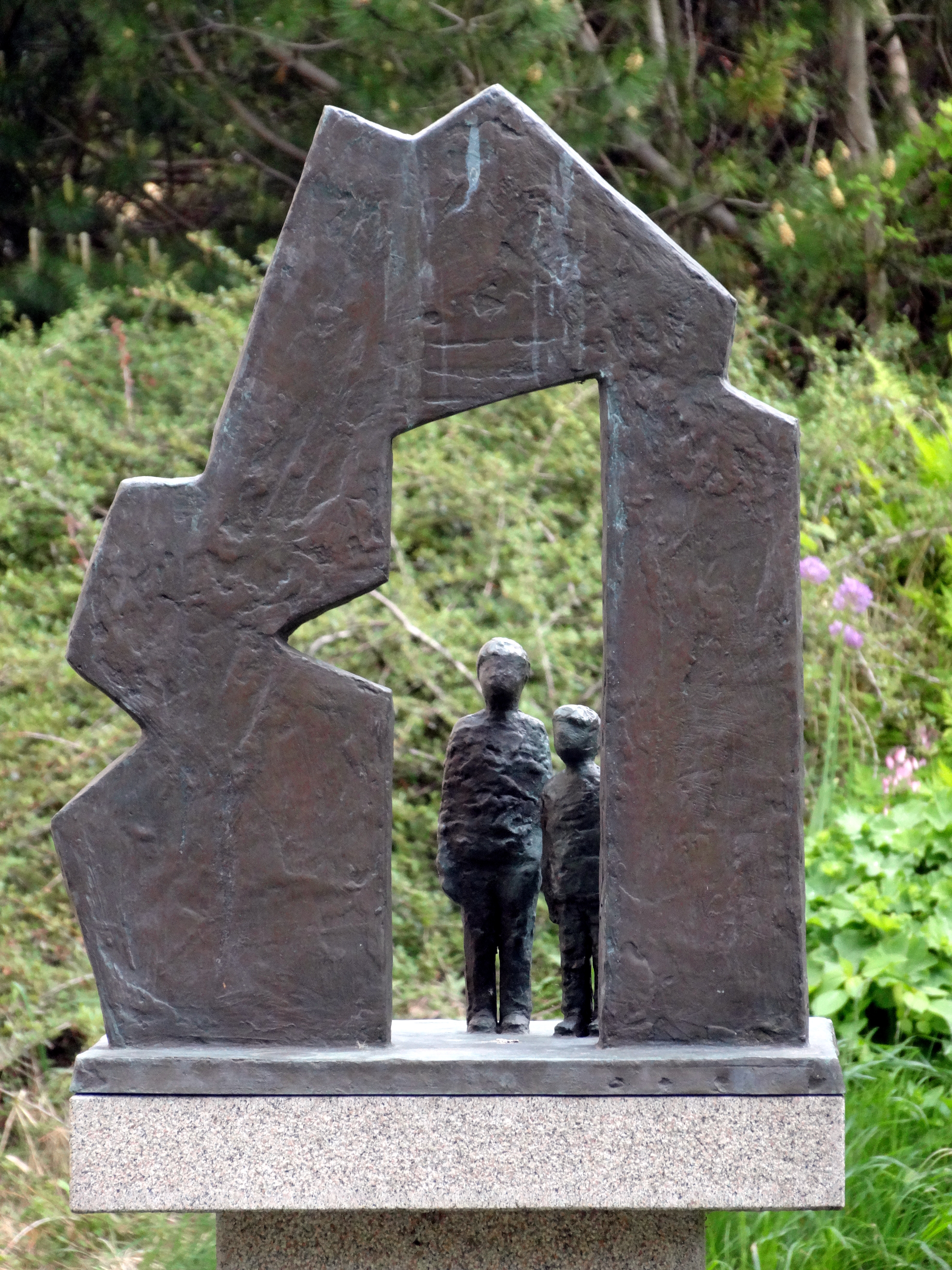
Här bor vi i Biskopsgården i Göteborg.

Margareta Ryndel, född Selander 24 mars 1920 i Göteborg, död 6 november 1996, var en svensk skulptör, bosatt och verksam i Göteborg. Hon skapade skulpturer i brons, trä och stengods samt även reliefer. Hon utförde ett flertal offentliga utsmyckningar i Göteborg och övriga Västra Götaland.
Margareta Ryndel var dotter till Hugo Selander och Gerd Högberg. Hon fick sin konstutbildning vid Valands konstskola 1961–1966. Senare kom hon att undervisa vid KV konstskola (1971–1985) och vid Dômen konstskola i Göteborg. Hon var aktiv i Göteborgs konstförening där hon hade styrelseuppdrag. År 1989 mottog hon Göteborgs Konstnärsklubbs Kamratstipendium.
Hon var gift med museiintendenten Nils Ryndel och hade två barn. Den 12 december 1996 begravdes hon på Östra kyrkogården i Göteborg.

## Offentliga verk i urval
- Stående, 1972, Vasastaden, Göteborg
- Första vårsolen, 1977, Landala, Göteborg
- Bronsrelief, 1979, Nygårdsskolan, Billdal, Göteborg
- Vågor, 1986, Landala, Göteborg
- Ensam, 1988, Härlanda, Göteborg
- Mitt hjärtas tupp, 1989, Haga, Göteborg
- Här bor vi, 1994, Biskopsgården, Göteborg

## Bilder

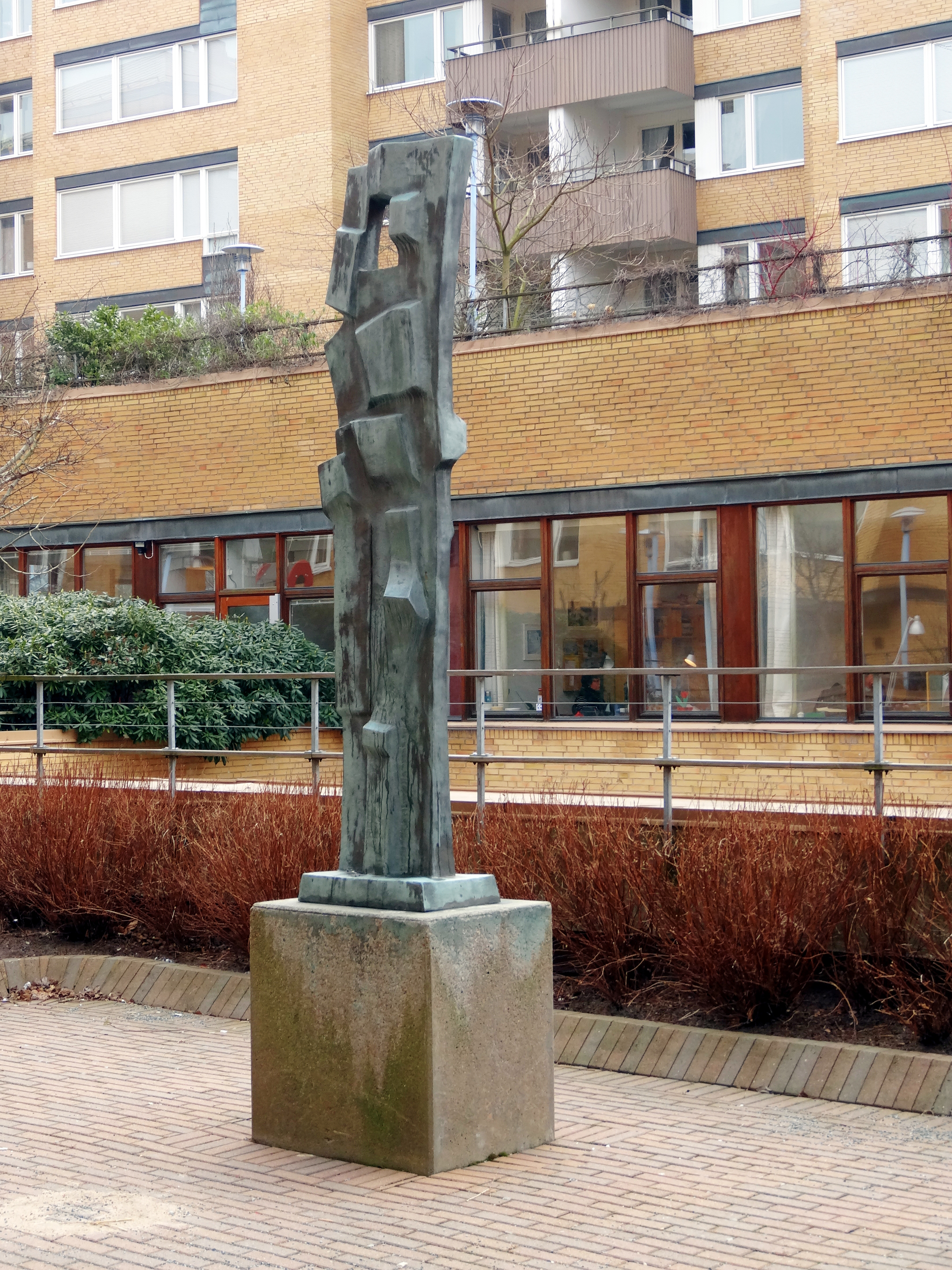
Stående, Vasastaden
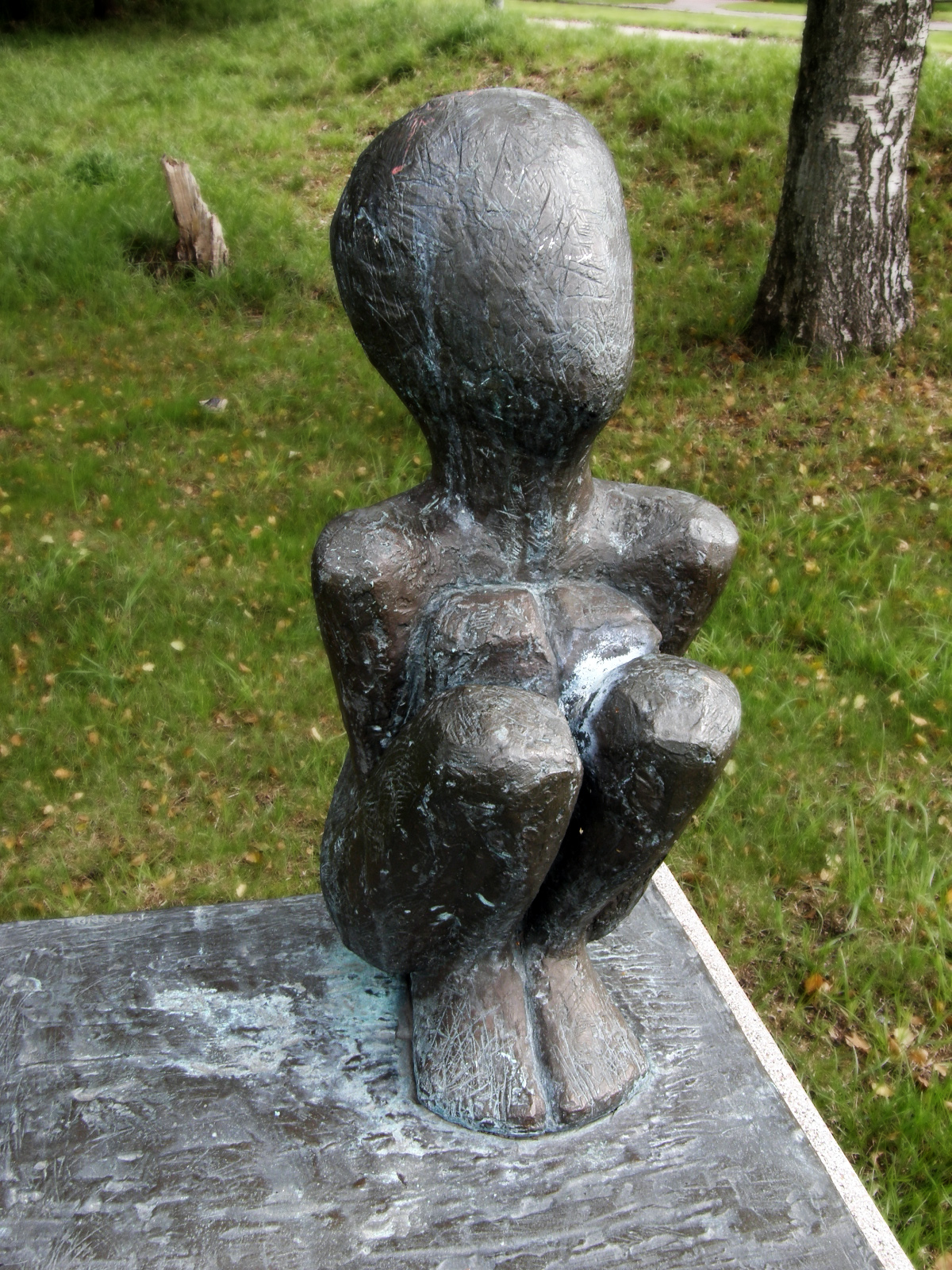
Ensam, Härlanda
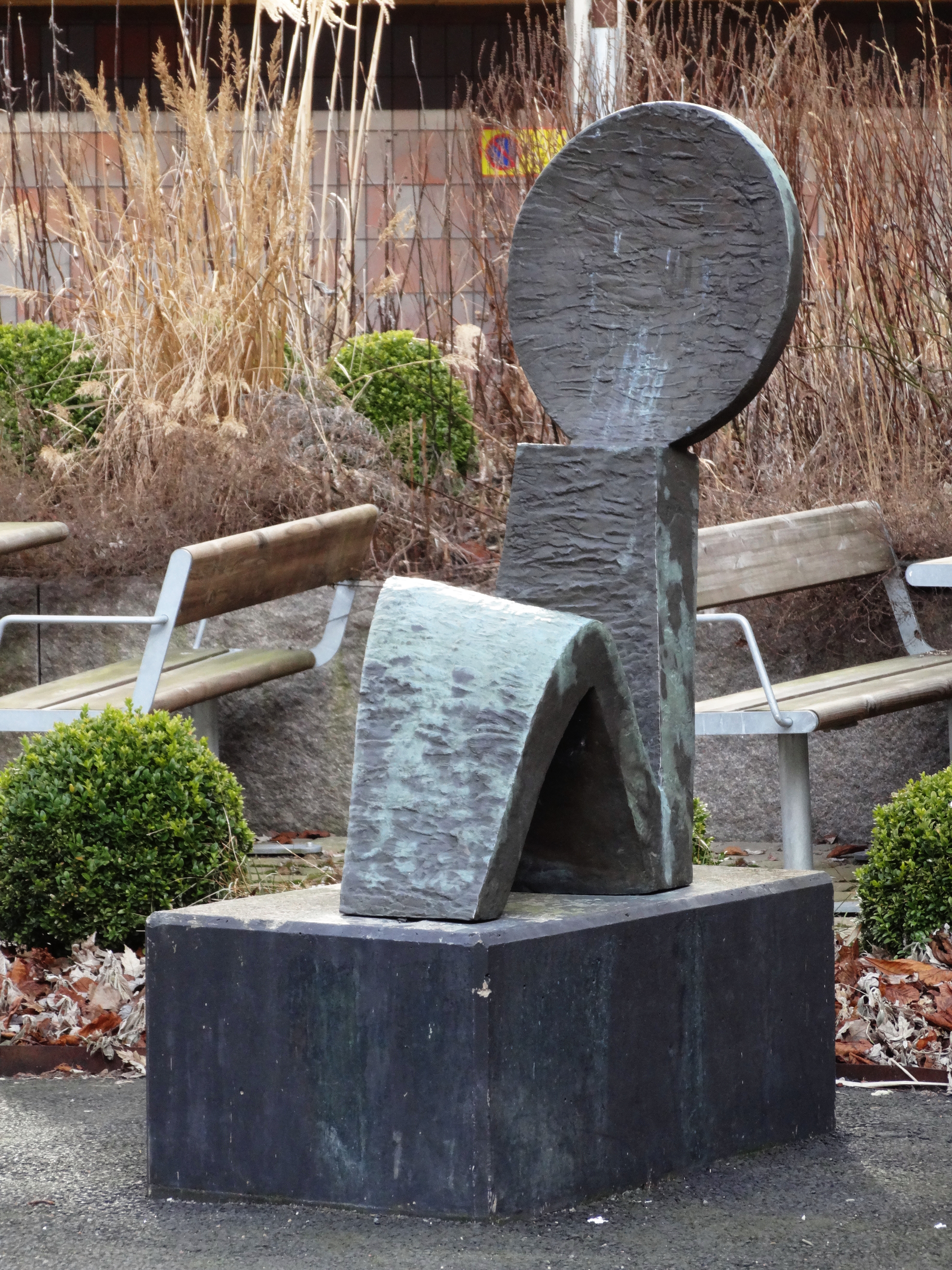
Första vårsolen, Landala
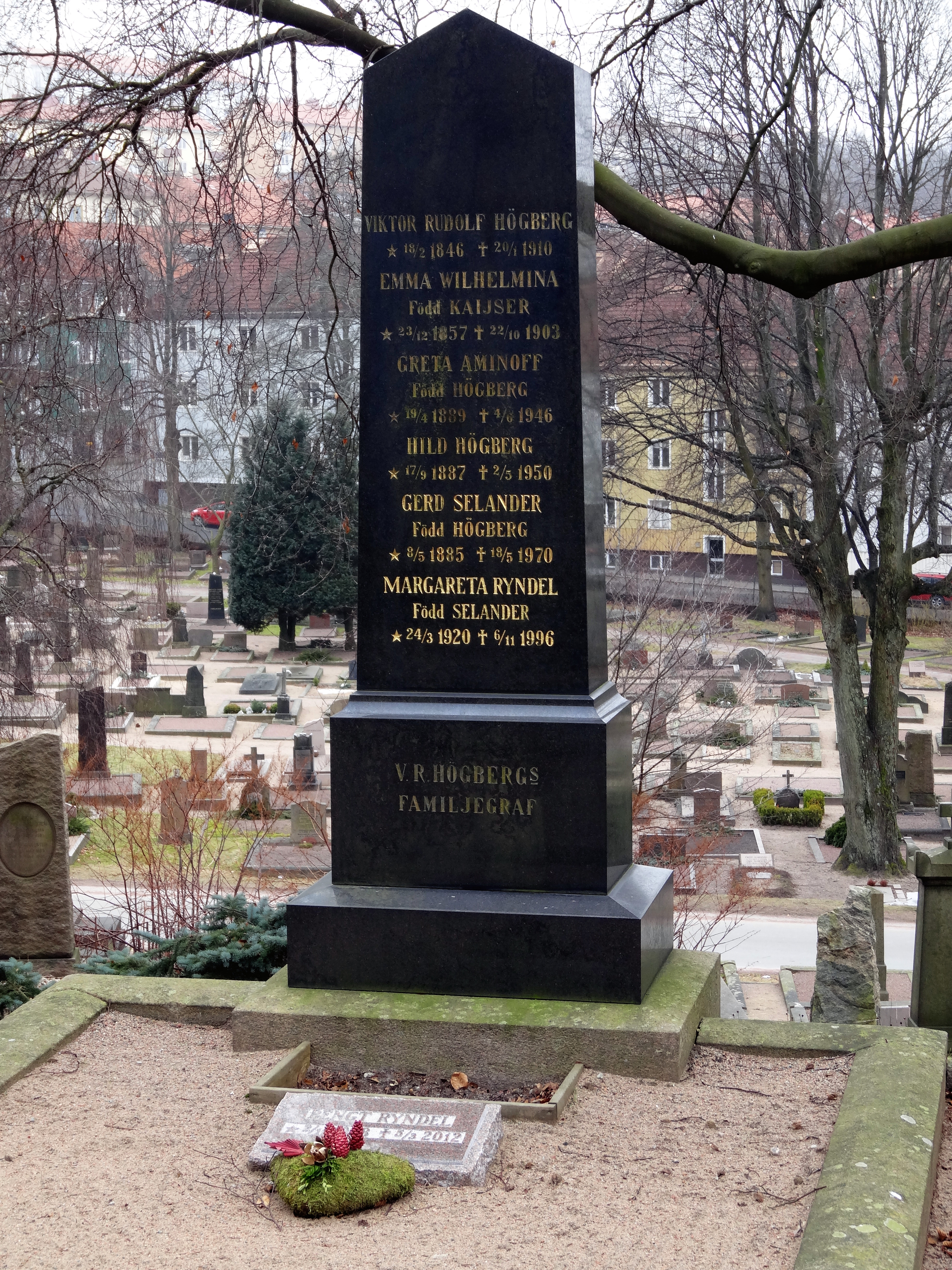
Margareta Ryndels gravvård på Östra kyrkogården i Göteborg